# Aelurillus m-nigrum
Aelurillus m-nigrum là một loài nhện trong họ Salticidae.
Loài này thuộc chi Aelurillus. Aelurillus m-nigrum được Wladislaus Kulczynski miêu tả năm 1891.